# Пуијанело (Ређо Емилија)
Пуијанело (итал. Puianello) је насеље у Италији у округу Ређо Емилија, региону Емилија-Ромања.
Према процени из 2011. у насељу је живело 1443 становника. Насеље се налази на надморској висини од 143 м.